# Rezerwat przyrody Horowe Bagno

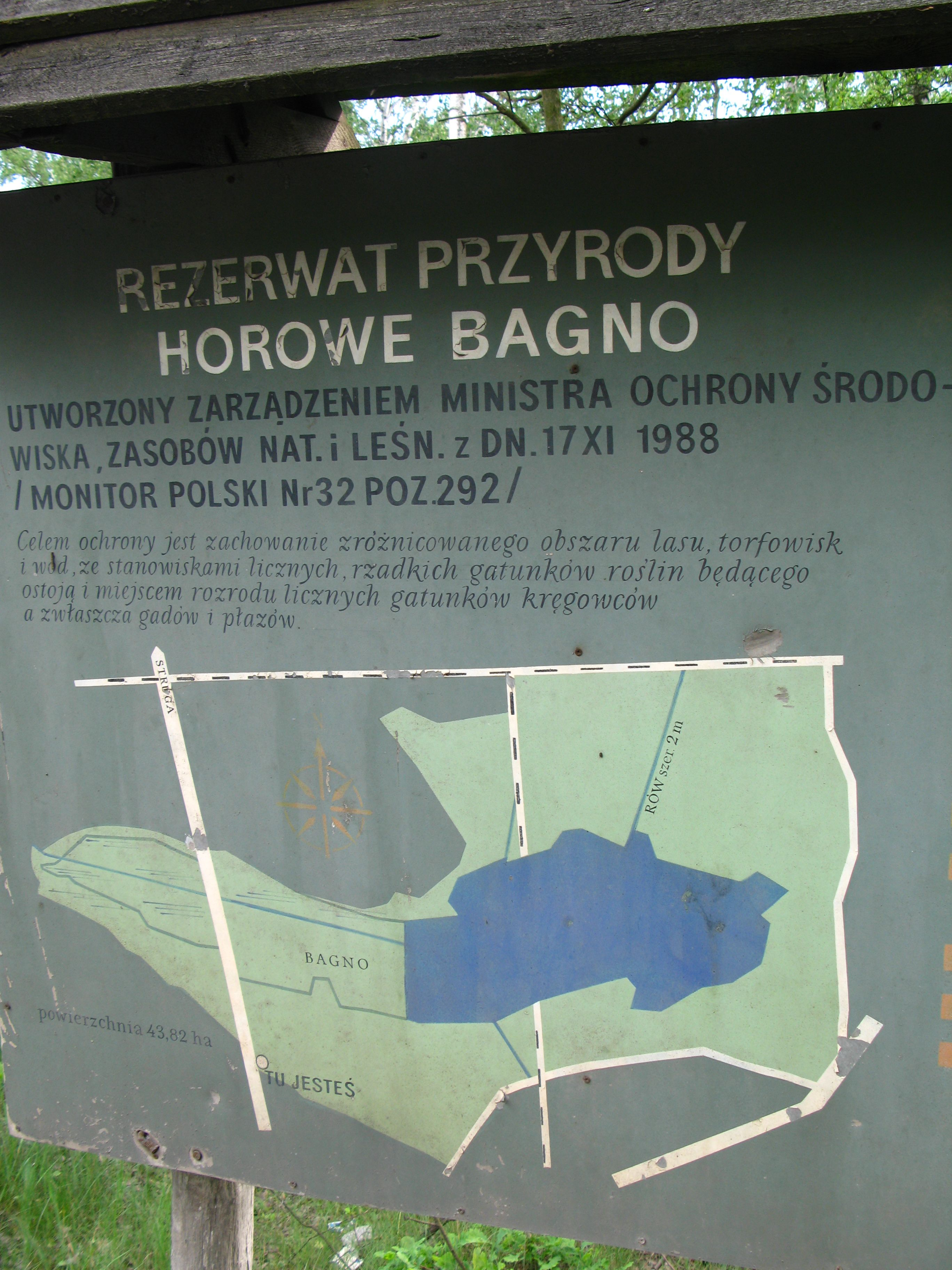
Tablica informacyjna w rezerwacie

Horowe Bagno – torfowiskowy rezerwat przyrody w pobliżu Warszawy. Jego obszar administracyjnie zlokalizowany jest w granicach miasta Marki.
Celem ochrony jest zachowanie zróżnicowanego obszaru wilgotnych lasów, torfowisk i wód ze stanowiskami licznych gatunków roślin rzadkich i chronionych, będącego ostoją i miejscem rozrodu licznych gatunków zwierząt.

## Flora
Rośliny objęte częściową lub ścisłą ochroną:
- bagno zwyczajne (Ledum palustre),
- goździk piaskowy (Dianthus arenarius),
- grzybień biały (Nymphaea alba),
- kalina koralowa (Viburnum opulus),
- konwalia majowa (Convallaria majalis),
- kruszyna pospolita (Frangula alnus),
- listera jajowata (Listera ovata),
- podkolan biały (Platanthera bifolia),
- porzeczka czarna (Ribes nigrum),
- rosiczka okrągłolistna (Drosera rotundifolia).

Inne rośliny:

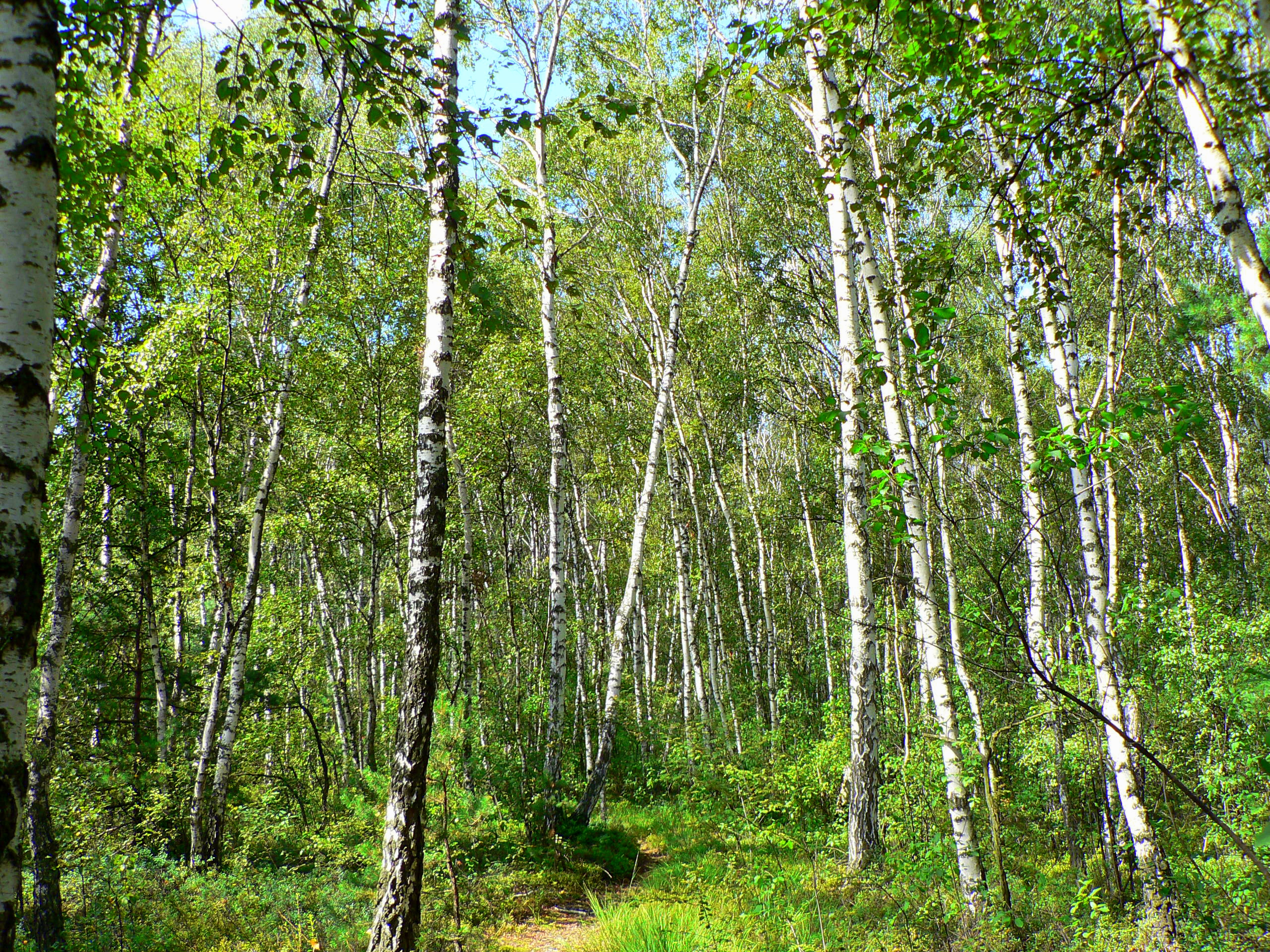

- borówka bagienna (Vaccinium uliginosum),
- borówka czarna (Vaccinium myrtillus),
- brzoza brodawkowata (Betula pendula), też f. obscura,
- brzoza omszona (Betula pubescens),
- dąb szypułkowy (Quercus robur),
- jarząb pospolity (Sorbus aucuparia),
- osika (Populus tremula),
- sosna zwyczajna (Pinus sylvestris),
- trzęślica modra (Molina coerulea),
- wiechlina błotna (Poa palustris).

## Fauna
Ptaki:
- bączek (Ixobrychus minutus),
- czajka (Vanellus vanellus),
- dzięciołek (Dendrocopos minor),
- jastrząb (Accipitr gentilis),
- kos zwyczajny (Turdus merula),
- perkozek (Tachybaptus ruficollis),
- trzciniak (Acrocephalus scirpaceus).

Płazy i gady:
- jaszczurka żyworodna (Lacerta vivipara),
- jaszczurka zwinka (Lacerta agilis),
- kumak nizinny (Bombina bombina),
- padalec zwyczajny (Anguis fragilis),
- ropucha szara (Bufo bufo),
- rzekotka drzewna (Hyla arborea),
- zaskroniec zwyczajny (Natrix natrix),
- żaba moczarowa (Rana arvalis),
- żaba trawna (Rana temporaria),
- żmija zygzakowata (Vipera berus).

Ryby:
- strzebla błotna (Phoxinus percnurus)